# USS Cooner (DE-172)
USS Cooner (DE-172) là một tàu hộ tống khu trục lớp Cannon từng phục vụ cùng Hải quân Hoa Kỳ trong Chiến tranh Thế giới thứ hai. Nó là chiếc tàu chiến duy nhất của Hải quân Hoa Kỳ được đặt cái tên này, theo tên Thiếu úy Hải quân Bunyan Randolph Cooner (1914-1942), người từng phục vụ cùng Liên đội Ném bom VB-3 trên tàu sân bay Saratoga (CV-3) và được tặng thưởng Huân chương Chữ thập Hải quân do chiến đấu anh dũng trong trận Midway; Thiếu úy Cooner thiệt mạng trong một tai nạn rơi máy bay tại Trân Châu Cảng vào ngày 16 tháng 6, 1942. Nó đã phục vụ cho đến khi chiến tranh kết thúc, xuất biên chế năm 1946, rồi được rút đăng bạ năm 1972 và bị bán để tháo dỡ một năm sau đó.

## Thiết kế và chế tạo
Lớp Cannon có thiết kế hầu như tương tự với lớp Buckley dẫn trước; khác biệt chủ yếu là ở hệ thống động lực Kiểu DET (diesel electric tandem). Các động cơ diesel đặt nối tiếp nhau dẫn động máy phát điện để cung cấp điện năng quay trục chân vịt cho con tàu. Động cơ diesel có ưu thế về hiệu suất sử dụng nhiên liệu, giúp cho lớp Cannon cải thiện được tầm xa hoạt động, nhưng đánh đổi lấy tốc độ chậm hơn.
Vũ khí trang bị bao gồm ba pháo 3 in (76 mm)/50 cal trên tháp pháo nòng đơn có thể đối hạm hoặc phòng không, một khẩu đội pháo phòng không Bofors 40 mm nòng đôi và tám pháo phòng không Oerlikon 20 mm. Vũ khí chống ngầm bao gồm một dàn súng cối chống tàu ngầm Hedgehog Mk. 10 (có 24 nòng và mang theo 144 quả đạn); hai đường ray Mk. 9 và tám máy phóng K3 Mk. 6 để thả mìn sâu. Con tàu vẫn giữ lại ba ống phóng ngư lôi Mark 15 21 inch (533 mm). Thủy thủ đoàn đầy đủ bao gồm 15 sĩ quan và 201 thủy thủ.
Cooner được đặt lườn tại xưởng tàu của hãng Federal Shipbuilding and Drydock Company ở Newark, New Jersey vào ngày 22 tháng 2, 1943. Nó được hạ thủy vào ngày 23 tháng 7, 1943, được đỡ đầu bởi bà I. Cooner, và nhập biên chế cùng Hải quân Hoa Kỳ tại Xưởng hải quân New York vào ngày 21 tháng 8, 1943 dưới quyền chỉ huy của Hạm trưởng, Thiếu tá Hải quân John McCreery Stuart.

## Lịch sử hoạt động

### Mặt trận Đại Tây Dương
Sau khi hoàn tất việc chạy thử máy huấn luyện tại khu vực Bermuda, Cooner gia nhập Hạm đội Đại Tây Dương để làm nhiệm vụ hộ tống vận tải vượt Đại Tây Dương. Trong giai đoạn từ ngày 1 tháng 11, 1943 đến ngày 9 tháng 5, 1945, nó đã hoàn tất chín chuyến hộ tống vận tải khứ hồi từ Norfolk, Virginia đến khu vực Địa Trung Hải, vận chuyển lực lượng, phương tiện và tiếp liệu đến các cảng Gibraltar; Casablanca, Maroc; Bizerte, Tunisia; Palermo, Sicily; và Oran, Algérie. Xen kẻ giữa các chuyến đi là những lượt bảo trì và đại tu tại xưởng tàu cùng những đợt huấn luyện thực hành tại khu vực Casco Bay, Maine.

### Mặt trận Thái Bình Dương
Sau khi chiến tranh kết thúc tại châu Âu, Cooner được phái sang khu vực Mặt trận Thái Bình Dương. Đi đến Trân Châu Cảng vào ngày 28 tháng 6, nó tiếp tục đi sang Ulithi, nơi con tàu hoạt động tuần tra và cột mốc radar từ ngày 8 đến ngày 20 tháng 8. Sau khi Nhật Bản đã chấp nhận đầu hàng vào ngày 15 tháng 8 giúp kết thúc cuộc xung đột, nó hộ tống một tàu vận tải đi đến Guam rồi tiếp tục đi đến Okinawa. Nó quay trở lại Ulithi để đón binh lính lên tàu và đưa đến Guam để họ được vận chuyển quay trở về Hoa Kỳ. Bản thân nó quay trở lại Saipan, nơi con tàu hoạt động tuần tra tìm kiếm-giải cứu từ ngày 23 tháng 9 đến ngày 1 tháng 11, giai đoạn có nhiều chuyến bay từ Viễn Đông quay trở về Hoa Kỳ.
Lên đường để quay trở về nhà, Cooner đi ngang qua Trân Châu Cảng và San Diego, California trước khi đi đến Charleston, South Carolina vào ngày 4 tháng 12. Nó được cho rút biên chế tại đây vào ngày 25 tháng 6, 1946 và được đưa về Hạm đội Dự bị Đại Tây Dương. Con tàu không bao giờ được đưa ra hoạt động trở lại; tên nó được cho rút khỏi danh sách Đăng bạ Hải quân vào ngày 1 tháng 7, 1972, và bị bán để tháo dỡ vào ngày 1 tháng 11, 1973.

## Phần thưởng
Nguồn: Navsource Naval History
|  |  |  |
|  |  |  |

| Dãi băng Hoạt động Tác chiến (truy tặng)      | Dãi băng Hoạt động Tác chiến (truy tặng)           | Huân chương Chiến dịch Hoa Kỳ                      | Huân chương Chiến dịch Hoa Kỳ        |
| Huân chương Chiến dịch Châu Á-Thái Bình Dương | Huân chương Chiến dịch Châu Âu-Châu Phi-Trung Đông | Huân chương Chiến dịch Châu Âu-Châu Phi-Trung Đông | Huân chương Chiến thắng Thế Chiến II |